# NGC 851
NGC 851 je galaksija u zviježđu Kit.

## Vanjske poveznice
- SEDS: NGC 851